# Патриція Килина
Патри́ція Кили́на, справжнє ім'я — Патриція Нелл Воррен (англ. Patricia Nell Warren; 15 червня 1936 — 9 лютого 2019) — українська та американська письменниця, поетеса й перекладачка німецько-норвезько-ірландського походження. Членкиня Нью-Йоркської групи. Свої твори писала українською та англійською мовами.
Деякі літературознавці співвідносять поетичну творчість Патриції Килини у царині української літератури, як і поетичну творчість решти Нью-Йоркської Групи, із творчістю українських поетів-шістдесятників.
Її другий роман «Лідер забігу» (1974) став першим твором сучасної гей-художньої літератури, який потрапив до списку бестселерів «Нью-Йорк таймс». Її третій роман «Вишукана танцівниця» (1976) став першим бестселером, у якому зображено гей-священика та досліджено гей-життя в маленькому містечку.
У червні 2019 року Патриція Килина була однією із перших п'ятдесяти американських «піонерів, першопрохідців та героїв», внесених до Національної стіни пошани ЛГБТК у межах Національного монумента Стоунволл (SNM) у готелі Стоунволл-інн у Нью-Йорку.

## Походження псевдоніму
Патриція Нелл Воррен взяла своє прізвище-псевдонім Килина з імені однієї з героїнь «Лісової пісні» Лесі Українки.

## Життєпис
Патриція Нелл Воррен (англ. Patricia Nell Warren) народилася в американській родині Конрада Воррена, у штаті Монтана. Родина мала німецько-норвезько-ірландське коріння. Здобувши середню освіту, вступила до Мангеттенвільського коледжу (англ. Manhattanville College) неподалік від Нью-Йорка, де студіювала середньовічну літературу. По закінченні студій працювала редакторкою у нью-йоркському літературному журналі «Reader's Digest».
Згодом у 1957 році одружилася з українським та американським письменником Юрієм Тарнавським. У тому ж році, самостійно опанувавши українську мову, почала писати україномовну поезію. Свій перший вірш «Траґедія джмелів» вона прочитала 23 лютого 1958 року в Нью-Йорку на літературному вечорі літоб'єдання «Слово». Пізніше Килина продовжила друкувати поезії у видавництві НЙГ, у альманісі-збірнику НЙГ «Нові поезії» та в інших літературних українських діяспорських журналах та альманахах «Сучасність», Наше Життя, Слово, «Овид / Horizon» тощо. Поява її україномовної поезії наприкінці 1950-х і на початку 1960-х була в своїй більшості позитивно сприйнята українською діаспорною літкритикою, яка щедро хвалила Килинину поетику за її «мітотворність» та «мовний шарм». Окрім власної україномовної поезії, Килина також перекладала з української англійською й разом зі своїм чоловіком англійською добірку українських народних дум «Ukrainian Dumy / Українські думи» (Toronto/Cambridge, 1979), а також ряд творів Василя Стефаника (журнал Horizons, Нью-Йорк, 1965), Михайла Коцюбинського (Englewood, CO, 1973), Вадима Лесича та Емми Андієвської (Львів, 2000) тощо. Пізніше Килина описала свої роки в українській літературі у автобіографії-статті «Трагедія джмелів: мої роки як поет у засланні 1959—1973» (англ. A Tragedy of Bees: My Years as a Poet in Exile 1959–1973), надрукованій у 1995 році у часописі «Гарвардський ґейський та лесбійський оглядач» (англ. Harvard Gay & Lesbian Review).
Наприкінці 1960-х Килинині літературні устремління стрімко переходили від написання поезії українською й до написання худліту її рідною англійською. На момент розлучення Килини з Тарнавським у 1973 році через усвідомлення Килиною своєї орієнтації, вона вже перестала писати українською й повністю перейшла на англійську, після чого написала ще кілька романів англійською.
Однією з ключових тем її англомовних романів були гомосексуальні стосунки та їх сприйняття в суспільстві. Найвідомішим роман на цю тематику став роман «Лідер забігу» (англ. The Front Runner), що розійшовся загальним накладом 10 мільйонів примірників та був перекладений десятьма мовами.
У 1976 році Воррен опублікувала свій третій роман «The Fancy Dancer». Це історія про священника-новачка у вмираючій сільській парафії, який закохується в гея-напівкровку із судимістю та «незаконними бажаннями». Це був перший бестселер, який зобразив гея-священника та дослідив життя геїв у маленькому містечку.
Померла Патриція Килина 9 лютого 2019 року.
За кілька років до смерті, у 2010-х роках, Килина перенесла архів з оригінальними рукописами своїх україномовних та англомовних творів, епістолярну спадщину, важливі першодруки до Національного ґей та лесбійського архіву ONE, Бібліотек Університету Південної Каліфорнії (англ. ONE National Gay & Lesbian Archives, University of Southern California Libraries).

## Особисте життя
1974 року Килина здійснила камінг-аут як лесбійка.

## Внесок в українську літературу
Загалом творчість Патриції Килини у царині української літератури позитивно оцінила як іноземна літкритика (Юзеф Лободовський тощо), так і українська (Богдан Рубчак, Марії Ревакович, Олександр Астаф'єв тощо). Однак є й літературознавці, які у поезії Килини вбачають бездарного письменника, який «погано володіє українською мовою, та займається псевдофілософією» (Ґеорґій Ґрабович).
Після публікації у 1959 році кількох віршів Патриції Килини у черговому номері українського діаспорного часопису Нью-Йорку «Нові поезії» польський поет Юзеф Лободовський у статті «Молодий ліс на чужині» (пол. Młody las na obczyźnie), надрукованій у паризькому польськомовному виданні «Kultura», описав її вірші як «лірика проминання, меланхолія мінливости», однак зазначив, що її «лірична стихія ще не зовсім організована, [й] тяжіє до кристалізації»; Лободовський у підсумку зазначає, що «якщо ті вірші Килини, які мені відомі, вважати за дебют, його слід окреслити як щасливий».
Через приблизно 10 років, у 1968 році, письменник та літературознавець Богдан Рубчак у статті «Міти чужинки. Уваги до творчости Патриції Килини» для українського діяспорного часопису Сучасність висновив, що хоча Килина й знає українську мову недосконало, вона все ж орудує нею надзвичайно вправно, й в той час як він «міг би назвати десятки імен [українських] поетів, які пишуть бездоганною українською мовою, але української мови не чують», на противагу їм Килина таки дійсно навчилася буквально «чути українську мову». Рубчак підсумовує свій аналіз, називаючи Килину «мітотворч[ою] поетк[ою], [чиї] твори побудовані на основі дійсности та паралельно до неї, але їхні верхи, їхні значеннєві обертони, підносять уяву читача до над дійсних та над часових сфер». Через кілька років у 1983 році Рубчак у статті Доми як мушлі: українська еміґре поезія (англ. Homes as Shells: Ukrainian Émigré Poetry) з альманаху Нова земля, старі корені: досвід українців в Канаді (англ. New soil, old roots: the Ukrainian experience in Canada) розвив думку далі, виснувавши, що Килинина «вірність українській літературі доводить що дім не завжди є якимось географічним розташуванням: дім може бути самою лише мовою чи культурою, з їх власними чіткими територіальними наказовостями». Через кілька десятиліть у 2017 році у статті Перехрестя міфу та реальності у поезії Патриції Килини літературознавець Тадей Карабович прийде до схожого висновку й назве Килину поеткою, яка писала «на перехресті міфу та реальності».
Ще кількома десятками років пізніше, у 2000–2010-х, аналізуючи творчий доробок Килини у кількох критичних статтях, письменниця та літературознавиця Марія Ревакович виснувала, що поетика Килини «в ідеологічному плані повністю міститься у філософії екзистенціалізму». Ревакович також прийшла до висновку, що «де-факто перекри[ття] поетичн[их] канал[ів] комунікації з авдиторією, що спілкується рідною для поетки мовою», тобто перехід Килини у своїй поезії на українську мову (й відповідно на українську літературу) та відхід від англійської мови (й відповідно від американської літератури) впродовж майже 10 років «засвідчує свідоме [само]вигнання [Килини] в царину чужої мови».
Оцінюючи творчий доробок Килини також у 1990–2000-х, літературознавець Олександр Астаф'єв, проаналізувавши її вірші, приходить до схожого з Ревакович висновку, що Килина творить у рамках екзистенціалізму, й теоретизує, що Килина своєю поетикою створює естетику протиставлення, зокрема віддаючи у своїй поезії важливу роль смерті, яка відіграє роль кризового стану, особливого виміру між буттям і небуттям, де триває боротьба природних, біологічних сил.
У цей же період 2000-х згадує творчий доробок Килини й літературознавиця та феміністка Соломія Павличко у книзі «Теорія літератури» (розділ «Рецепції та інтерпретації»). Павличко, з посиланням на вищезгадану статтю Рубчака, називає вірші Килини «свіжими, [однак] інтелектуально й формально невибагливими». У цьому ж розділі Павличко згадує, що висновки Рубчака щодо творчості Килини були осумнівлені літературознавцем Ґеорґієм Ґрабовичем, який у 1969 році у своїй статті «Від мітів до критики» у тому ж таки часописі «Сучасність» називає прочитання Рубчаком поезії Килини неадекватним, оскільки, на думку Ґрабовича, у віршах Килини немає «жодної міфології», а «тільки погане володіння українською мовою, та псевдофілософія».
Аналізуючи творчість Килини вже наприкінці 2010-х, літературознавиця Ольга Смольницька знайшла сліди несвідомої «ірландськості» в українських творах Килини, виснувавши, що це, певно, зумовлено її частково ірландським походженням.

## Творчий доробок

### Українська література
У період доробку Патриції Килини до української літератури (кінець 1950-ті — початок 1970-х) вона видала три збірки поезії окремими книгами та друкувала окремі вірші в українських діяспорних літературних часописах. Вона також підготувала, однак не видала окремою книгою четверту поетичну збірку під назвою Кінь з зеленою гривою з вінілу. Окремі вірші з цієї збірки з'явилися у 1960-1970-х роках у часописах «Нові поезії» та «Сучасність».
Одна з найкращих посмертних (в сенсі «смерті» як українська письменниця на початку 1970-х, коли перейшла на англійську) поезій Килини міститься у збірці 1993 року «Поза традиції».
До бібліографії творів Патриції Килини з української мови відносяться:
Збірки поезій
- Патриція Килина. Трагедія джмелів. Нью-Йорк: Видавництво Нью-Йоркської групи, 1960. 31 стор.
- Патриція Килина. Леґенди і сни. Нью-Йорк: Видавництво Нью-Йоркської групи, 1964. 63 стор.
- Патриція Килина. Рожеві міста. Мюнхен: Сучасність, 1969. 36 стор.

Журнальні видання
- Патриція Килина. Траґедія джмелів // Українська літературна газета. травень 1958. № 5 (35). С. 2.
- Патриція Килина. Поезія // Нові поезії: річник. Нью-Йорк: Вид-во Нью-Йоркської групи, 1959. Ч. 1. 64 стор.: С. 35-38
- Патриція Килина. Поезії // Нові поезії: річник. Нью-Йорк: Вид-во Нью-Йоркської групи. 1960. Ч. 2. 64 стор.: С. 11-16
- Патриція Килина. Земні блага // Сучасність. 1961. № 10. С. 3.
- Патриція Килина. Поезії // Сучасність. 1961. № 1. С. 43–44.
- Патриція Килина. В чайнику–осінь. Лаванда і сарна. // Слово: Т. 1. 1962. С. 216[56]
- Патриція Килина. Пісня про ангелів // Сучасність. 1962. № 5 (17). С. 3–4
- Патриція Килина. Поезії // Нові поезії: річник. Нью-Йорк: Вид-во Нью-Йоркської групи. 1963. Ч. 5. 64 стор. С. 28-34
- Патриція Килина. Поезії // Нові поезії: річник. Нью-Йорк: Вид-во Нью-Йоркської групи. 1964. Ч. 6. 74 стор. С. 45-50
- Патриція Килина. Із збірки «Леґенди і сни»: Коні прийшли до водопою // Овид / Horizon. № 2 (133). Vol. XVI за квітень-червень 1965 року. С 41-42.
- Патриція Килина. Літній Грім. // Слово: Т. 3 : Література. Мистецтво. Критика. Мемуари. Документи. 1968. С. 201[16]
- Патриція Килина. Плач на смерть Антонія Ріса Пастора // Сучасність. 1968. Ч. 2 (86). С. 29–32.
- Патриція Килина. Полум'яний бик // Сучасність. 1968. Ч. 1 (85). С. 5–9
- Патриція Килина. Рожеві міста // Сучасність. 1968. Ч. 10 (94). С. 5–13 ; Ч. 11 (95). С. 27–32.
- Патриція Килина. Поезія // Нові поезії: річник. Нью-Йорк: Вид-во Нью-Йоркської групи. 1968. Ч. 10. 95 с.: С. 74-82
- Патриція Килина. Поезія // Нові поезії: річник. Нью-Йорк: Вид-во Нью-Йоркської групи. 1969. Ч. 11. ? с.: С. ?-?
- Патриція Килина. Вершники: п'єса // Сучасність. 1969. Ч. 4 (100). С. 8–38.
- Патриція Килина. Вісім мінівіршів // Сучасність. 1970. Ч. 4 (112). С. 5–7.
- Патриція Килина. Поезія // Нові поезії: річник. Нью-Йорк: Вид-во Нью-Йоркської групи. 1970—1971. Ч. 12-13. ? с.: С. ?-?
- Патриція Килина. Із «Мінімальних поезій» // Сучасність. 1972. Ч. 3 (135). С. 3-5.
- Патриція Килина. Спомин // Сучасність. 1979. Ч. 1 (217). С. 3.
- Патриція Килина. Пропаґанда // Сучасність. 1986. Ч. 1 (297). С. 7

В антологіях НЙГ
- Патриція Килина // Поети Нью-Йоркської групи. Антологія. Упорядники Олександр Астаф'єв, Анатолій Дністровий. Харків: Ранок, 2003. 285 стор.: С. 141—164. ISBN 9789666798698
  - (2-ге видання) Патриція Килина // Поети Нью-Йоркської групи. Антологія. Упорядники Олександр Астаф'єв, Анатолій Дністровий. Харків: Ранок, 2009. 256 стор.: С. ?-?. ISBN 9789666728275 (Українська муза № 6)
- Патриція Килина // Півстоліття напівтиші: Антологія поезії Нью-Йоркської групи. Упор. Марія Ревакович. Київ: Факт, 2005. 372 стор.: С. ?-?. ISBN 9789663590097[57]
- Патриція Килина // Нью-Йоркська група: Антологія поезії, прози та есеїстики. Упор. Марія Ревакович, Василь Ґабор. Львів: Піраміда. 2012. 397 стор.: С. ?-?. ISBN 9789664412633

В загальних антологіях
- Патриція Килина // Координати. Антологія сучасної української поезії на заході У 2 томах: Т. 2. Упорядники: Богдан Бойчук, Богдан Рубчак; переднє слово: Іван Фізер; обкладинка: Л. Гуцалюк. Мюнхен: Сучасність. 1969. 363 стор. (Т. 1), 486 стор.: С. 411—430. (Т. 2). (Т. 1 pdf, Т. 2 pdf)
- Патриція Килина. Вірші // Поза традиції. Антологія української модерної поезії в діаспорі. Київ, Торонто, Едмонтон, Оттава, 1993. 473 стор.: С. 220—230. ISBN 0-920862-88-8[54]
- Патриція Килина. // Антологія української поезії XX століття: від Тичини до Жадана. Упорядник: Іван Малкович. Київ: А-БА-БА-ГА-ЛА-МА-ГА, 2018. 2011 стор.: С.1148-1153. ISBN 978-617-585-116-6 (4 вид.) (Українська Поетична Антологія).
- Патриція Килина. // Ніч на Венері: 113 письменниць, які сяють у темряві. Упорядник: Ганна Улюра. Київ: ArtHuss. 2020. 464 стор.: С. 363—366 ISBN 978-617-7799-43-5[58]

Літературні нагороди
- Молодий талант 1969/1970 року за версією журналу Наше Життя.[59]

### Американська література
- Patricia Kilina. The Last Centennial (1972) LOC#77-163583
- Patricia Nell Warren. The Front Runner (1974) ISBN 0-9641099-6-4
- Patricia Nell Warren. The Fancy Dancer (1976) ISBN 0-9641099-7-2
- Patricia Nell Warren. The Beauty Queen (1978) ISBN 0-9641099-8-0
- Patricia Nell Warren. One is the Sun (1991) ISBN 1-889135-02-X
- Patricia Nell Warren. Harlan's Race (1994) ISBN 0-9641099-5-6
- Patricia Nell Warren. Billy's Boy (1997) ISBN 0-9641099-4-8
- Patricia Nell Warren. The Wild Man (2001) ISBN 1-889135-05-4
- Patricia Nell Warren. Torero (2004) ISBN 978-3861875956
- Patricia Nell Warren. My West: Personal Writings on the American West (2011) ISBN 978-1-889135-08-3

Переклади на англійську мову
Серед перекладів Килини, що виходили у часописах та альманахах:
- Vasyl Stefanyk. A Children's adventure. Translated from the Ukrainian by Patricia Kilina. // Horizons: Ukrainian student's review. New York: SUSTA. Vol. IV 1960—1961 No. 1-2 (6-7). 90 p.: pp.: 49-51.

- Ukrainian folk songs. Translated from the Ukrainian by Patricia Kilina; Taras Shevchenko. Selection of poems. Translated from the Ukrainian by Vera Rich // George Tarnawsky. «For the 100th anniversary of the death of Taras Shevchenko.» Horizons: Ukrainian student's review. 5.1/8 (1962): 31-38.

- Oleh Zujewskyj. Proteus (From today on there will be no greeting). Translated from the Ukrainian by Patricia Kilina. Canadian Slavonic Papers. 28.2 (June 1986): 165—166.
  - (передрук) Oleh Zujewskyj. Proteus (From today on there will be no greeting). Translated from the Ukrainian by Patricia Kilina. // Ukrainian writing in Canada since the Second World War. Ed. by Jars Balan and Yuri Klynovy. Edmonton: Canadian Institute of Ukrainian Studies; University of Alberta, 1987. 352 p.: p. 302

- Mykhailo Kotsiubynsky. On the rock. Translated from the Ukrainian by Patricia Kilina and George Tarnawsky // Modern Ukrainian short stories. Edited, with a preface by George S.N. Luckiy. Englewood, CO: Ukrainian Academic Press. 1973. 228 p.: ?-? ISBN 9780872870611[63]
  - (передрук) Mykhailo Kotsiubynsky. On the rock. Translated from the Ukrainian by Patricia Kilina and George Tarnawsky // Modern Ukrainian short stories. Edited, with a preface by George S.N. Luckiy. Englewood, CO: Ukrainian Academic Press. 1995. 230 p.: 37-59. ISBN 9781563083914[63]

- Wadym Lesytch. The parchment of memory. Translated from the Ukrainian by Patricia Kilina // International Portland Review. 1980. No. 26 (80). p. 417

- Poems of Wadym Lesytch and Emma Andijewska // A Hundred Years of Youth: A Bilingual Antology of 20th Century Ukrainian Poetry / Сто років юності: Двомовна антологія укр. поезії 20 століття. Львів: Літопис. 2000. 877 стор. ISBN 9667007361

Серед перекладів Килини, що виходили окремими книжками, вирізняються:
- «Ukrainian Dumy / Українські думи», translation from the Ukrainian: by George Tarnawsky and Patricia Kilina. Toronto: CIUS; Cambridge: HURI. 1979. 222 p. ISBN 978-092-0862-00-1[63]

## Спекуляції
Юрко Кучерявий, куратор літературного фестивалю Велике Повернення Нью-Йоркської Групи у вересні 2016 року в Львові, говорив що згідно з одною з легенд Патриція Килина не писала свої україномовні вірші, і їх нібито написав її тодішній чоловік Юрій Тарнавський.